# Robert Jaworski
Robert Jaworski, également connu sous le nom de Sonny Jaworski, Bobby Jaworski, Robert Jaworski, Sr. ou Jawo, né le 8 mars 1946, à Baguio City, aux Philippines, est un ancien joueur et entraîneur philippin de basket-ball. Il évolue durant sa carrière au poste de meneur. Il a également été sénateur des Philippines de 1998 à 2004.

## Palmarès
- Champion d'Asie 1967 et 1973
- Finaliste du championnat d'Asie 1971
- 3e du championnat d'Asie 1969
- MVP de la PBA (1978)
- 9 fois champion PBA en tant que joueur
- 5 fois champion PBA en tant qu'entraîneur-joueur
- Nommé dans la PBA Mythical First Team (1977-1981, 1986)
- Nommé dans la PBA Mythical Second Team (1985, 1988)
- Nommé dans la PBA All-Defensive Team (1985, 1988)
- All-Star PBA (1989-1992)
- Entraîneur du All-Star Game PBA All-Star (1990-1992, 1996)